# Єссен (Ельстер)
Єссен (нім. Jessen) — місто в Німеччині, розташоване в землі Саксонія-Ангальт. Входить до складу району Віттенберг.
Площа — 351,94 км2. Населення становить 14 150 ос. (станом на 31 грудня 2021).